# أورايرات سوهيمي
أورايرات سوهيمي(อุไรรัตน์ สร้อยมี) (1968 – 2006) كانت ضحية الاتجار بالبشر في اليابان. وكانت من منطقة لوم ساك في فيتشابون في تايلند وعاشت في يوكايتشي في مقاطعة ميه في اليابان ، حيث أُرغمت على ممارسة البغاء. وقد سُجنت لسنوات عديدة في سجن ياباني حتى أُطلق سراحها في سبتمبر 2005 بسبب تطور إصابتها بسرطان المبيض. سُمح لها بالعودة إلى مسقط رأسها في تايلاند لقضاء أيامها الأخيرة مع عائلتها. عند عودتها ، رفعت سوهمي دعوى مدنية ضد تجارها في تايلاند ، وذكرت أنها أول دعوى من نوعها في البلاد. و لكن توفيت في مايو 2006 قبل أن يتم الفصل في القضية. و قالت أمها بالتبني أنها ستواصل قضيتها في المحكمة.

## الهروب والسجن
الظروف المحيطة بموت داو وهرب أورايرات متنازع عليها. في مقابلة مع صحيفة بانكوك بوست ، زعمت سوهيمي أن بون ، صديقتها ، جاءت إلى الشقة وساعدتها على الفرار ، وأن بون في النهاية قتلت داو لمنعها من الذهاب إلى ياكوزا. ومع ذلك ، ذكرت وكالة أنباء كيودو أن النيابة العامة اليابانية اتهمت سوهيمي بالسرقة والقتل عن طريق تحطيم رأس داو بزجاجة.
على الرغم من المناشدات من منظمات حقوق الإنسان ، تم الحكم على بون بالسجن لمدة 10 سنوات لدوره في جريمة القتل ، وحكم على سوهمي بالسجن لمدة سبع سنوات.و أثناء وجودها في السجن ، تم تشخيص سوهيمي بسرطان المبيض المتقدم وأفرج عنها من الحجز لقضاء أيامها المتبقية مع عائلتها في تايلاند.